# Marija Jakubauskienė
Marija Jakubauskienė (ur. 2 maja 1978 w Wilnie) – litewska badaczka i nauczycielka akademicka, specjalistka w zakresie zdrowia publicznego, od 2024 minister zdrowia.

## Życiorys
Kształciła się na Uniwersytecie Wileńskim, na którym uzyskała licencjat (2000) i magisterium (2002) w zakresie zdrowia publicznego, doktorat z nauk biomedycznych (2007) oraz magisterium z przedsiębiorczości (2019). Pracowała m.in. w administracji miejskiej w Wilnie oraz jako dyrektorka centrum szkoleniowego. Jako nauczycielka akademicka zawodowo związana z macierzystą uczelnią. Pełniła funkcje prodziekana wydziału lekarskiego oraz dyrektorki instytutu nauk o zdrowiu. W pracy zawodowej zajęła się takimi zagadnieniami jak zdrowie publiczne, epidemiologia, determinanty zdrowia populacji oraz badania systemu opieki zdrowotnej. Od 2020 kierowała sekcją publicznego zdrowia psychicznego w European Public Health Association (EUPHA).
W grudniu 2024 objęła urząd ministra zdrowia w rządzie Gintautasa Paluckasa (z rekomendacji Litewskiej Partii Socjaldemokratycznej).